# Долинське (Ізмаїльський район)
Доли́нське (рум. Anadol, болг. Анадолка) — село Ренійської міської громади, у Ізмаїльському районі Одеської області України. Населення становить 2705 осіб.

## Географія
Відстань до центру громади становить близько 8 км і проходить автошляхом М15.
Неподалік від села розташований пункт пропуску через молдавсько-український кордон Долинське—Чишмікіой.

## Історія
Село засноване 1791 року під назвою Анадо́л, від 14 листопада 1945 має сучасну назву.
12 червня 2020 року, відповідно до Розпорядження Кабінету Міністрів України від № 724-р «Про визначення адміністративних центрів та затвердження територій територіальних громад Одеської області», увійшло до складу Ренійської міської територіальної громади.
19 липня 2020 року, в результаті адміністративно-територіальної реформи і ліквідації Ренійського району, село увійшло до складу новоутвореного Ізмаїльського району.

## Населення
Згідно з переписом 1989 року чисельність наявного населення села становила 2662 особи, з яких 1318 чоловіків та 1344 жінки.
За переписом населення 2001 року в селі мешкали 2552 особи.

### Мова
Розподіл населення за рідною мовою за даними перепису 2001 року:
| Мова       | Відсоток |
| ---------- | -------- |
| румунська  | 92,90 %  |
| російська  | 4,81 %   |
| українська | 0,59 %   |
| гагаузька  | 0,48 %   |
| болгарська | 0,41 %   |

## Символіка
Затверджена 25 квітня 2017 р. рішенням 101-VII сесії сільської ради.

### Герб
У червоному полі святий Георгій на срібному коні, повернутий ліворуч, що пробиває списом чорного змія. У синій главі золотий соняшник у вигляді сонця, обабіч якого золоті грона винограду з листям. Щит вписаний у золотий декоративний картуш і увінчаний золотою сільською короною. На лазуровій девізній стрічці з золотим підбоєм золотий напис «ДОЛИНСЬКЕ-АНАДОЛ».
Образ святого Георгія символізує покровителя сільчан і місцеву церкву. Сонях — символ південного краю, виноград — символ виноградарства в селі, а також родючості та багатства.

### Прапор
Квадратне полотнище складається з двох горизонтальних смуг — синьої та червоної — в співвідношенні 1:4. На червоній смузі святий Георгій на білому коні, повернутий від древка, що пробиває списом чорного змія. На синій смузі жовтий соняшник у вигляді сонця, обабіч якого жовті грона винограду з листям.

## Постаті
- Чобану Степан Іванович (1963—2022) — український військовий льотчик, Герой України (посмертно).